# Drets de la infància

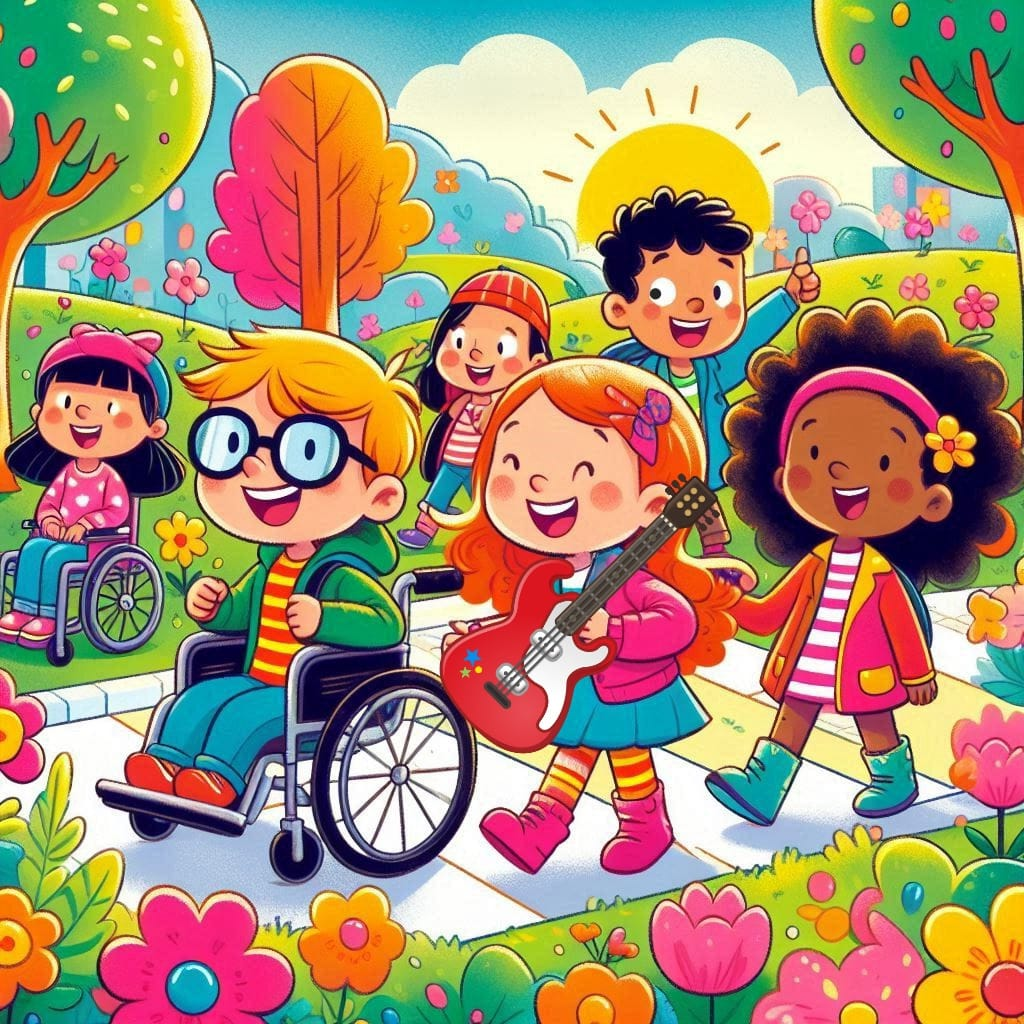
Igualtat i dret a la diferència

Els drets de la infància (o drets del nen) són drets que posseeixen els nens, nenes i adolescents per la simple raó de néixer. Són inalienables, irrenunciables, innats i imprescindibles per a una bona infància, per tant són obligatoris. Aquests drets es troben recollits a la Convenció sobre els drets de l'infant. Aquests drets estan traduïts a tots els idiomes per tal que tothom els pugui comprendre.
Per poder disposar d'aquests drets, la gent els ha de donar i els infants, a canvi, tenen l'obligació de comportar-se bé: d'això se'n diu tenir deures específics com comportar-se i mantenir un respecte amb la persona que ha adoptat. Això vol dir, si volem que els drets de les persones del nostre voltant es respectin, tenim el deure de no vulnerar aquests drets i mantenir un respecte. Si volem que el lloc on vivim sigui agradable, l'hem de respectar, tant si només és nostre com si és de tots.

## Antecedents
La idea de promoure els drets del nen va circular en alguns mitjans intel·lectuals durant el segle xix. Un exemple d'això va ser la referència que va fer l'escrit francès de Jules Vallès en la seva obra L'enfant (1879), i més clarament la reflexió sobre els drets del nen que va realitzar Kate D. Wiggin en Children's Rights (1892).
En aquest ambient receptiu, en les dues primeres dècades del segle XX van circular diverses declaracions dels drets del nen, de vegades en forma literària o bé com resolucions d'organitzacions científiques i pedagògiques.
La primera declaració de drets del nen, de caràcter sistemàtica, fou la Declaració de Ginebra de 1924, redactada per Eglantyne Jebb fundadora de l'organització internacional Save the Children, que va ser aprovada per la Societat de Nacions el 26 de desembre de 1924.

## La Convenció sobre els Drets de l'Infant[2]
L'any 1959, les Nacions Unides van aprovar una Declaració dels drets de l'infant que incloïa 10 principis inclosos en la Declaració Universal de Drets Humans, però no era suficient per a poder protegir els de la infància perquè legalment no tenia caràcter obligatori. Sis anys abans s'havia decidit que el Fons Internacional d'Emergència de les Nacions Unides per als nens (UNICEF) continués les seves labors com organisme especialitzat i permanent per a la protecció de la infància (denominant-ho oficialment Fons de Nacions Unides per a la infància). Llavors, el 1978, el Govern de Polònia va presentar a les Nacions Unides la versió provisional d'una Convenció sobre els Drets dels Infants. Però, van passar deu anys amb negociacions amb els governs de tot el món, líders religiosos, ONG i altres institucions fins que es va aconseguir aprovar el text final de la "Convenció sobre els Drets de l'Infant", el 20 de novembre de 1989, el compliment del qual seria obligatori per a tots els països que la ratifiquessin. La Convenció es va convertir en llei l'any 1990, després de ser signada i acceptada per 20 països, entre ells Espanya.
La Convenció sobre els drets de l'infant va ser adoptada per l'Assemblea General de les Nacions Unides. A finals de 1997 havia estat ratificada per tots els països, excepte Somalia i Estats Units. També, hi hagut problemes amb els artícles 37 i 40 perquè parlen sobre la justícia dels menors i alguns països no hi estan d'acord. La Convenció té un total de 54 articles.
Segons la Convenció "s'entén per infant tot ésser humà menor de 18 anys, tret que en virtut de la llei que li sigui aplicable hagi assolit la majoria d'edat abans" (article 1).

## Drets de l'infant[4]
La Convenció estableix el dret dels infants a ser infants, a no ser adults abans d'hora, a no haver de preocupar-se per l'alimentació, la salut o l'habitatge. Estableix que l'infant ha de ser estimat i protegit, que ha de poder dir el que pensa i el que sent, i que se l'ha d'escoltar i prendre seriosament.
En els articles de la Convenció es recullen els següents punts: 

### Dret a no ser discriminat
Els Estats han de garantir els drets d'aquesta Convenció a tot infant, sense excepció; i hauran de prendre les mesures que calguin per protegir els infants de tota classe de discriminació. Per tant, no s'ha de tenir en compte el lloc d'origen de l'infant ni tampoc el seu aspecte físic, ja que uns poden ser rossos, altres morens, d'entre altres. A més, no hi ha d'haver cap nen o nena sense necessitats cobertes, així doncs, els adults assoleixen la responsabilitat perquè aquestes necessitats siguin rebudes pels infants.

### Interès superior de l'infant
Totes les mesures respecte a un infant han d'estar basades principalment en la seva consideració i el seu interès. Correspon a l'Estat d'assegurar una protecció i cura adequades, quan els pares o altres persones no tinguin capacitat per a fer-ho.

### Aplicació dels drets
És obligatori per a l'Estat adoptar les mesures necessàries per donar efectivitat a tots els drets reconeguts en la present Convenció.

### Direcció i orientació paternes
És obligatori per a l'Estat respectar els drets i els deures dels pares o de familiars que siguin legalment responsables en ordre a donar-li, d'acord amb el desenvolupament de les capacitats de l'infant, la guia adequada per a exercir els seus drets.

### Dret a ser ciutadà. Supervivència i desenvolupament
Tot infant té el dret intrínsec a la vida, a ser ciutadà i és obligació de l'Estat de garantir la seva supervivència i el seu desenvolupament. Cada infant ha de tenir totes les eines necessàries per a créixer correctament, com ara tenir una bona alimentació, bona salut i han de tenir l'ajuda suficient per a conèixer el món en què vivim.

### Dret a tenir nom i nacionalitat
Tot infant té dret a un nom des del seu naixement i a obtenir una nacionalitat. Per tant, cada infant té el deure, doncs, d'apreciar i cuidar el lloc d'on prové.

### Preservació de la identitat
L'Estat té l'obligació de protegir i, si cal, restablir la identitat de l'infant, en cas que es veiés privat de part o de tots els elements de la seva identitat, com ara nom, nacionalitat i vincles familiars.

### Separació dels progenitors
És un dret de l'infant viure amb els seus progenitors, excepte en els casos en què la separació sigui necessària de cara a l'interès superior del mateix infant. És dret de l'infant mantenir contacte directe amb ambdós progenitors, si està separat d'un o de tots dos. Correspon a l'Estat responsabilitzar-se d'aquest aspecte en cas que la separació hagi estat produïda per la seva acció.

### Reunificació familiar
És dret dels infants i dels seus progenitors sortir de qualsevol país i entrar en el propi, amb vista a la reunificació familiar o al manteniment de la relació entre pares i fills.

### Retencions i trasllats il·lícits
És obligació de l'Estat adoptar les mesures que calguin per a lluitar contra les retencions i trasllats il·lícits d'infants a l'estranger, tant si és per un dels seus pares com per una tercera persona

### L'opinió de l'infant
L'infant té dret a expressar la seva opinió i que aquesta sigui tinguda en compte en tots els assumptes que l'afectin.

### Llibertat d'expressió
Tot infant té dret a cercar, rebre i difondre informacions i idees de tota classe, sempre que això no perjudiqui els drets dels altres.

### Llibertat de pensament, consciència i religió
L'infant té dret a la llibertat de pensament, de consciència i de religió sota el guiatge dels seus pares, d'acord amb el desenrotllament de les seves facultats, i de conformitat amb les limitacions establertes per la llei.

### Llibertat d'associació
Tot infant té dret a la llibertat d'associació i de celebrar reunions, sempre que això no vagi contra els drets dels altres.

### Protecció de la vida privada
Tot infant té dret a no ser objecte d'ingerències en la seva vida privada, família, domicili i correspondència, i a que no s'ataqui el seu honor.

### Accés a la informació adequada
Els mitjans de comunicació social acompleixen un paper important pel que fa a la difusió d'informació destinada als infants, que tingui com a finalitat promoure el seu benestar moral, el coneixement i comprensió entre els pobles, i que respecti la cultura de l'infant. És obligació de l'Estat prendre mesures de promoció respecte a això i protegir l'infant contra tota informació i material perjudicial per al seu benestar.

### Responsabilitat dels progenitors
És responsabilitat primordial d'ambdós progenitors la criança dels infants i és deure de l'Estat brindar-los assistència en aquesta tasca.

### Protecció contra els maltractaments
És obligació de l'estat protegir els infants de totes les formes de maltractaments perpetrades pels progenitors o qualsevol altra persona responsable de la seva cura i establir mesures preventives i de seguiment pel que fa al cas.

### Adopció
En els estats que reconeixen o permeten l'adopció, haurà de prevaldre sempre l'interès superior de l'infant i es tindran en compte totes les garanties necessàries per assegurar que l'adopció és admissible, així com les autoritzacions de les autoritats competents.

### Protecció dels infants privats del seu ambient familiar
És obligació de l'Estat fornir una protecció especial als infants privats del seu ambient familiar i assegurar que puguin beneficiar-se d'alternatives apropiades que substitueixin l'atenció familiar o de la col·locació en un establiment apropiat, tenint en compte l'origen cultural de l'infant.

### Infants refugiats
Una protecció especial serà proporcionada als infants considerats refugiats o que sol·licitin l'estatut de refugiats; i és obligació de l'Estat cooperar amb els organismes competents per garantir aquesta protecció i assistència.

### Infants amb diversitat funcional
Els infants amb una diversitat funcional física o mental tenen dret a rebre atencions, educació i ensinistrament especials, destinats a assolir la seva autosuficiència i integració activa en la societat.

### Salut i serveis mèdics
L'infant té dret a gaudir del més alt nivell possible de salut i a tenir accés a serveis mèdics i de rehabilitació, molt especialment en aquells serveis relacionats amb l'atenció primària de salut, les cures preventives i la disminució de la mortalitat infantil. L'Estat ha de prendre les mesures que calguin orientades a l'abolició de les pràctiques tradicionals perjudicials per a la salut dels infants.

### Avaluació periòdica de l'internament
L'infant que ha d'estar internat per les autoritats competents per a la seva atenció, protecció o tractament de salut física o mental, té dret a una avaluació periòdica de totes les circumstàncies que van motivar el seu internament.

### Seguretat social
Tot infant té dret a beneficiar-se de la seguretat social.

### Nivell de vida
Tot infant té dret a beneficiar-se d'un nivell de vida adequat per al seu desenvolupament i és responsabilitat primordial dels seus pares que li proporcionin. És obligació de l'Estat adoptar mesures apropiades perquè aquesta responsabilitat pugui ser assumida i que ho sigui de fet, si cal mitjançant el pagament de la pensió alimentària. Així doncs, l'infant ha de tenir unes condicions de vida favorables, ajudats pels adults i tenir una bona alimentació, un habitatge, descans i totes les atencions necessàries des del seu naixement.

### Educació
Tot infant té dret a l'educació i l'Estat té l'obligació d'assegurar-li almenys l'educació primària gratuïta i obligatòria. L'aplicació de la disciplina escolar haurà de respectar la dignitat de l'infant com a persona humana.

### Objectius de l'educació
Els estats convenen que l'educació ha d'orientar-se al desplegament de la persona i les aptituds de l'infant, a fi de preparar-lo per a una vida adulta activa; i que ha d'infondre-li el respecte als drets humans fonamentals, el respecte envers els seus pares, la seva llengua i el seu entorn natural, i el respecte als seus valors culturals i nacionals tant com els de les altres civilitzacions.

### Infants pertanyents a minories o pobles indígenes
És un dret dels infants que pertanyen a minories o a pobles indígenes tenir la seva pròpia vida cultural, practicar la seva religió i emprar el seu idioma.

### Esbarjo, jocs i activitats culturals
L'infant té dret a l'esbarjo, al joc i a participar en les activitats artístiques i culturals.

### Treball de menors
És obligació de l'estat protegir l'infant contra l'acompliment de qualsevol treball nociu per a la seva salut, educació o desenvolupament; fixar edats edats mínimes d'admissió al treball i reglamentar-ne les condicions.

### Ús i tràfic d'estupefaents
És un dret dels infants ser protegits contra l'ús d'estupefaents i substàncies psicotròpiques; i els estats prendran mesures per impedir que estiguin involucrats en la producció o distribució d'aquesta mena de substàncies.

### Explotació sexual
És un dret dels infants ser protegits de l'explotació i abús sexuals, inclosa la prostitució i la seva utilització en pràctiques pornogràfiques, ja que pot deixar un record traumatic en els infants.

### Tortura i privació de llibertat
Cap infant no serà sotmès a tortura, a penes o tractes cruels, inhumans o degradants, a la pena capital, a la presó perpètua i a la detenció o empresonament il·legals o arbitraris. Tot infant privat de llibertat haurà de ser tractat amb humanitat, estarà separat dels adults, tindrà dret a mantenir contacte amb la seva família i a tenir accés ràpid a l'assistència jurídica o a altra assistència adequada.

### Venda i tràfic d'infants
És obligació de l'estat prendre totes les mesures necessàries per prevenir la venda i el tràfic d'infants.

### Altres formes d'explotació
És dret de l'infant rebre protecció contra totes les altres formes d'explotació no considerades en els quatre articles anteriors.

### Conflictes armats
Cap infant que no hagi complert els quinze anys no haurà de participar directament en hostilitats o ser reclutat per les forces armades. Tots els infants afectats per conflictes armats tenen dret a rebre una protecció i una cura especials

### Recuperació i reintegració social
És obligació de l'Estat prendre les mesures apropiades perquè els infants víctimes de la tortura, de conflictes armats, d'abandó o d'explotació rebin un tractament convenient que asseguri la seva recuperació i reintegració social.

### Administració de la justícia de menors
Tot infant acusat o declarat d'haver infringit les lleis té dret que se li respectin els seus drets fonamentals i en particular el dret a beneficiar-se de totes les garanties d'un procediment equitatiu, fins i tot de disposar d'assistència jurídica o d'alguna altra assistència adequada en la preparació i presentació de la seva defensa. Sempre que sigui possible, s'evitarà de recórrer a procediments judicials i a la internació en institucions.

### La norma més favorable
En cas que una disposició establerta per una llei nacional o un altre instrument internacional vigent en qualsevol Estat sigui més favorable que la disposició anàloga d'aquesta Convenció, s'aplicarà la norma més beneficiosa.